# Francesco de' Monti
Francesco de' Monti (... – Pordenone, 1505) è stato un diplomatico italiano, al servizio del Regno d'Aragona.
Francesco de' Monti partecipò attivamente alle operazioni militari per la riconquista della città di Otranto occupata dai turchi nel 1480 e, caduto prigioniero nel febbraio del 1481 in un'imboscata nei pressi di Minervino di Lecce, fu deportato a Costantinopoli da cui poté fare ritorno a seguito di uno scambio di prigionieri, dopo la cacciata dei turchi da Otranto. Ritornato in patria, intraprese con successo una brillante carriera diplomatica al servizio dei sovrani aragonesi: tra gli anni ottanta e gli anni novanta più volte ambasciatore a Costantinopoli presso i sultani turchi, in Germania, in Ungheria presso Beatrice d'Aragona, figlia del re Ferdinando e moglie del re Mattia Corvino. Nel 1496 artefice dell'accordo tra il re di Napoli e Massimiliano d'Asburgo contro i turchi e la Francia. Inviato ambasciatore a Milano presso Ludovico Sforza, svolse importanti incarichi diplomatici anche su incarico di questi e successivamente, nell'imminenza del tracollo militare dello Sforza, insieme ai suoi figli non esitò a prendere le armi in sua difesa tant'è che nella battaglia di Vigevano, nel febbraio del 1500, rimase ferito e poco mancò che venisse fatto prigioniero dai francesi. Morì nel 1505 a Pordenone, città della quale nel 1502 era stato nominato capitano da Massimiliano d'Asburgo.